# Берегова лінія

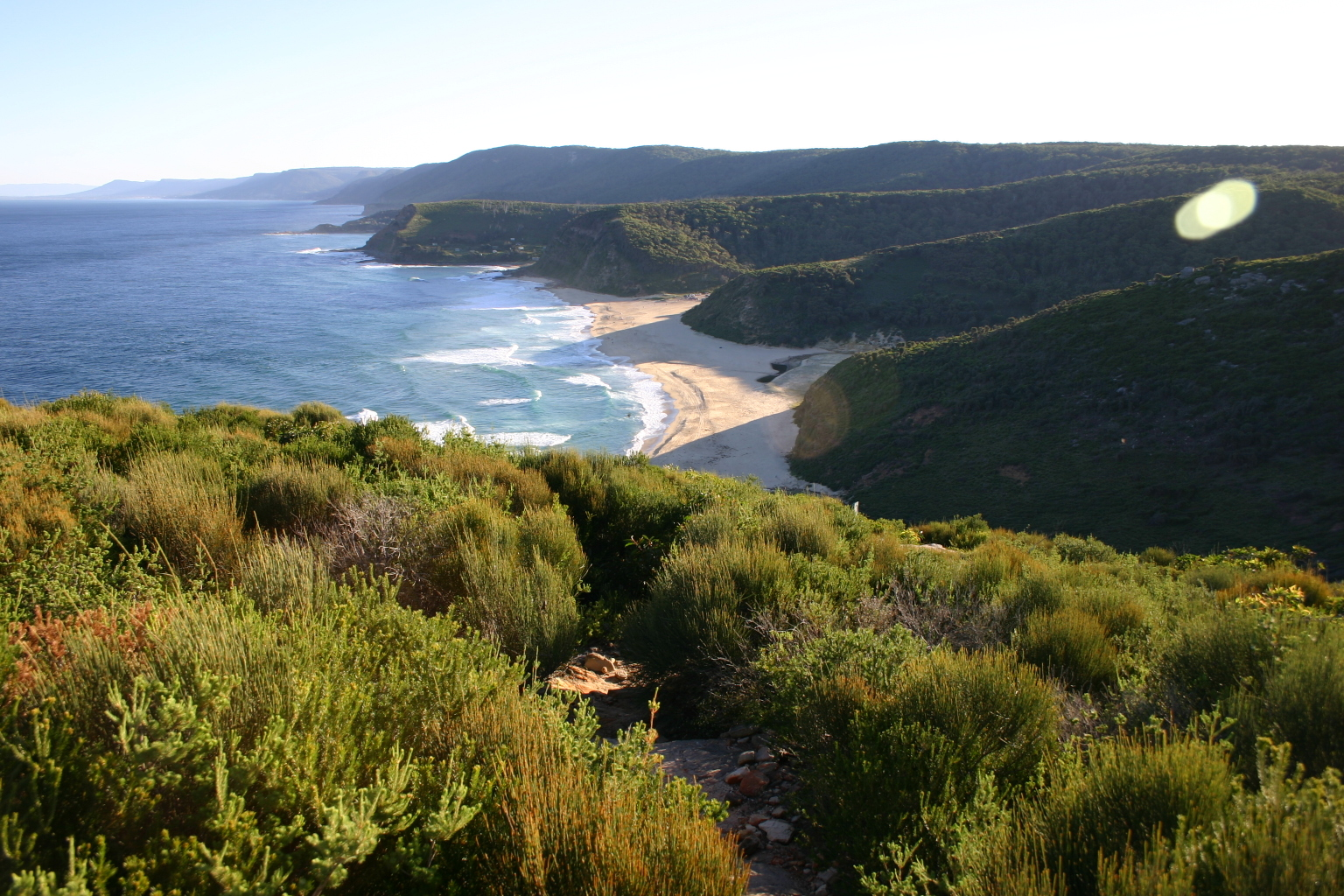
Берегова лінія

Береговá лíнія (або ще бережина, бережиця) — межа між суходолом та поверхнею будь-якої водойми (моря, озера, водосховища тощо). Берегова лінія невпинно змінюється внаслідок припливів та відпливів, абразії, евстатичних (постійних) коливань рівня Світового океану та тектонічних рухів. На морях, де панують припливи, положення берегової лінії за добу може змінюватись іноді на десятки й тисячі метрів.

## Екологія
На береговій лінії земних водойм, де зустрічаються різні середовища (земля, повітря й вода) утворюваних екосистем, спостерігається наибільше розмаїття форм життя.